# La Commune (chanson)
Pour les articles homonymes, voir La Commune.
La Commune est une chanson communarde, c'est-à-dire créée à l'occasion de la Commune de Paris, en 1871. Les paroles, anonymes, sont à chanter sur la musique des Carriers de Pierre Dupont